# Obiekty sakralne we Wrocławiu

Herb Wrocławia

Obiekty sakralne we Wrocławiu – artykuł zawiera listę obiektów sakralnych na terenie Wrocławia.
Na terenie Wrocławia zlokalizowanych jest kilkadziesiąt świątyń różnych wyznań, w tym ok. 80 kościołów katolickich, jeden greckokatolicki, jeden polskokatolicki, dwie świątynie prawosławne, kilkanaście protestanckich, trzy kompleksy Sal Królestwa Świadków Jehowy, jedna synagoga oraz kilka ośrodków buddyjskich. Do najstarszych z nich należą XII-wieczny Kościół św. Wojciecha, a także Archikatedra św. Jana Chrzciciela z XI wieku.

## Świątynie katolickie

### Obrządek łaciński[2]
| Nazwa                                                                | Zdjęcie                 | Funkcja                      | Adres                                             | Parafia                                               | Liczebność parafii      | Okres powstania         | Zakony | Kaplice |
| Dekanat Wrocław-Katedra                                              | Dekanat Wrocław-Katedra | Dekanat Wrocław-Katedra      | Dekanat Wrocław-Katedra                           | Dekanat Wrocław-Katedra                               | Dekanat Wrocław-Katedra | Dekanat Wrocław-Katedra | Dekanat Wrocław-Katedra | Dekanat Wrocław-Katedra |
| -------------------------------------------------------------------- | ----------------------- | ---------------------------- | ------------------------------------------------- | ----------------------------------------------------- | ----------------------- | ----------------------- | --- | --- |
| Kościół Imienia Jezus                                                |                         | parafialny                   | pl. Nankiera 16a, Wrocław                         | Najświętszego Imienia Jezus                           | 9160                    | XVI w.                  | Zgromadzenie Sióstr Urszulanek Unii Rzymskiej Zgromadzenie Sióstr Maryi Niepokalanej Zgromadzenie Sióstr Miłosierdzia św. Karola Boromeusza                                                                                       | pw. Chrystusa Króla (Szpital Miejski) |
| Kościół św. Klary                                                    |                         | filialny                     | pl. Nankiera 16, Wrocław                          | Najświętszego Imienia Jezus                           | –                       | XIII w.                 | – | - |
| Kościół Najświętszego Serca Jezusowego                               |                         | parafialny                   | pl. Grunwaldzki 3, Wrocław                        | Najświętszego Serca Jezusowego                        | 4600                    | 1946 r.                 | Siostry Matki Bożej Miłosierdzia | pw. NMP Częstochowskiej (Szpital Kliniczny) pw. bł. Filipa Błogosławionego pw. Bożego Miłosierdzia |
| Kościół Najświętszej Maryi Panny na Piasku                           |                         | parafialny                   | ul. Katedralna 12, Wrocław                        | Najświętszej Maryi Panny na Piasku                    | 1200                    |                         | Zgromadzenie Córek Maryi Wspomożycielki Zakon Kaznodziejski Ojców Dominikanów | pw. św. Anny |
| Kościół św. Wojciecha                                                |                         | filialny                     | pl. Dominikański 2, Wrocław                       | Najświętszej Maryi Panny na Piasku                    | –                       | XII w.                  | – | – |
| Kościół św. Bonifacego                                               |                         | parafialny                   | pl. Staszica 4, Wrocław                           | św. Bonifacego                                        | 14 500                  | 1899 r.                 | Siostry Elżbietanki Siostry Urszulanki | w Klinice Psychiatrycznej w Zakładzie Karnym pw. Niepokalanego Poczęcia NMP pw. św. Urszuli Ledóchowskiej |
| Bazylika św. Elżbiety Węgierskiej                                    |                         | parafialny bazylika mniejsza | ul. św. Elżbiety 1, Wrocław                       | św. Elżbiety Węgierskiej                              | 1795                    | XIV w.                  | – | – |
| Archikatedra św. Jana Chrzciciela                                    |                         | parafialny archikatedralny   | pl. Katedralny 18, Wrocław                        | św. Jana Chrzciciela                                  | 11 500                  | XI w.                   | Siostry Bożego Serca Jezusa Siostry Elżbietanki Siostry Jadwiżanki Siostry Magdalenki Siostry Maryi Niepokalanej Siostry Nazaretanki Siostry Zmartwychwstanki Bracia Serca Jezusowego Zgromadzenie Sióstr Szkolnych De Notre Dame | w Rezydencji Metropolity Wrocławskiego w Rezydencji Biskupa Pomocniczego w Kurii Metropolitarnej Wrocławskiej w Papieskim Wydziale Teologicznym pw. Chrystusa Króla (w Domu Księży Emerytów) pw. św. Jadwigi Śląskiej pw. św. Franciszka Ksawerego pw. św. Józefa pw. Matki Bożej Częstochowskiej pw. Niepokalanego Poczęcia NMP pw. Miłosierdzia Bożego |
| Kościół św. Idziego                                                  |                         | filialny                     | pl. Katedralny 17a, Wrocław                       | św. Jana Chrzciciela                                  | –                       | I poł. XIII w.          | – | – |
| Kościół św. Macieja (Centralny Ośrodek Duszpasterstwa Akademickiego) |                         | parafialny                   | pl. Nankiera 17a, Wrocław                         | św. Macieja                                           | –                       | XIII w.                 | – | – |
| Kościół św. Michała Archanioła                                       |                         | parafialny                   | ul. Bolesława Prusa 78, Wrocław                   | św. Michała Archanioła                                | 21 000                  | XIII w.                 | Polska Prowincja im. św. Jana Bosko (Księża Salezjanie) | Kaplica Księży Salezjanów |
| Kościół św. Wawrzyńca                                                |                         | parafialny                   | ul. O. Bujwida 51, Wrocław                        | św. Wawrzyńca                                         | 4800                    | 1965 r.                 | Siostry Franciszkanki Szpitalne Siostry Franciszkanki Matki Bożej Nieustającej Pomocy Dom Zakonny Misjonarzy Klaretynów | pw. św. Jadwigi pw. Stygmatów św. Franciszka |
| Kolegiata Świętego Krzyża i św. Bartłomieja                          |                         | parafialny                   | pl. Kościelny, Wrocław                            | Świętego Krzyża i św. Bartłomieja                     | 3500                    | XII w.                  | Księża Salwatorianie Siostry Nazaretanki Siostry de Notre Dame | pw. Chrystusa Króla pw. Matki Bożej Bolesnej |
| Kościół Najświętszej Maryi Panny Matki Miłosierdzia                  |                         | parafialny                   | ul. A. Brücknera 20/22, Wrocław                   | Najświętszej Maryi Panny Matki Miłosierdzia           | 6100                    | 1990                    | – | – |
| Kościół Opieki św. Józefa                                            |                         | parafialny                   | ul. Ołbińska 1, Wrocław-Ołbin                     | Opieki św. Józefa                                     | 9000                    | 1821–1823 r.            | OO. Karmelici Bosi Siostry św. Józefa | w Szpitalu MSWiA Sióstr św. Józefa |
| Kościół Najświętszej Maryi Panny Częstochowskiej                     |                         | parafialny                   | al. Kochanowskiego 11, Wrocław-Zalesie            | Najświętszej Maryi Panny Częstochowskiej              | 3000                    | 1945–1947 r.            | Księża Klaretyni Siostry Adoratorki Siostry Karmelitanki Bose | pw. Matki Bożej Niewiasty Nowego Przymierza pw. Matki Bożej Pośredniczki Wszelkich Łask i św. Józefa |
| Dekanat Wrocław-Krzyki                                               |                         |                              |                                                   |                                                       |                         |                         | | |
| Kościół Najświętszej Maryi Panny Królowej Polski                     |                         | parafialny                   | ul. Karmelkowa 94, Wrocław                        | Najświętszej Maryi Panny Królowej Polski              | 5300                    | 1905–1906               | – | – |
| Kościół Niepokalanego Poczęcia Najświętszej Maryi Panny              |                         | parafialny                   | ul. Agrestowa 20, Wrocław-Krzyki                  | Niepokalanego Poczęcia Najświętszej Maryi Panny       | 2000                    | 1994 r.                 | – | – |
| Kościół św. Trójcy                                                   |                         | parafialny                   | ul. Krzycka 42, Wrocław-Krzyki                    | św. Trójcy                                            | 10 200                  | 1960 r.                 | – | – |
| Kościół Wniebowzięcia Najświętszej Maryi Panny                       |                         | parafialny                   | ul. Pszczelarska 10, Wrocław-Ołtaszyn             | Wniebowzięcia Najświętszej Maryi Panny                | 5800                    | XIII w.                 | Siostry Elżbietanki | pw. NMP Wspomożycielki Wiernych |
| Kościół św. Anny                                                     |                         | parafialny                   | ul. Sobótki 42, Wrocław-Oporów                    | Św. Anny                                              | 6400                    | 1932–1938 r.            | Księża Misjonarze św. Wincentego a Paulo Siostry św. Józefa Oblubieńca NMP | pw. Miłosierdzia Bożego |
| Kościół św. Ojca Pio z Pietrelciny                                   |                         | parafialny                   | ul. Ołtaszyńska 114, Wrocław-Partynice            | św. Ojca Pio z Pietrelciny                            | 4000                    | 2007 r.                 | – | – |
| Dekanat Wrocław-Południe                                             |                         |                              |                                                   |                                                       |                         |                         | | |
| Kościół Ducha Świętego                                               |                         | parafialny                   | ul. Bardzka 2/4, Wrocław                          | Ducha Świętego                                        | 13 800                  | 1972–1979 r.            | – | pw. Zmartwychwstania Pańskiego (Cmentarna) |
| Kościół św. Franciszka z Asyżu                                       |                         | parafialny                   | ul. Borowska 174, Wrocław                         | św. Franciszka z Asyżu                                | 14 600                  | 1997 r.                 | Siostry Adoratorki Krwi Chrystusa | pw. św. Łukasza Ewangelisty (Uniwersytecki Szpital Kliniczny) |
| Kościół św. Henryka                                                  |                         | parafialny                   | ul. Gliniana 16, Wrocław                          | św. Henryka                                           | 13 000                  | 1893 r.                 | – | – |
| Kościół św. Stanisława Kostki                                        |                         | parafialny                   | ul. Hubska 91, Wrocław                            | św. Stanisława Kostki                                 | 7200                    | 1984-2000 r.            | – | – |
| Kościół św. Stefana                                                  |                         | parafialny                   | ul. Kamieniecka 72, Wrocław-Tarnogaj              | św. Stefana                                           | 1600                    | 1981 r.                 | – | – |
| Kościół Najświętszego Zbawiciela                                     |                         | parafialny                   | ul. Pawła Jasienicy 4-6, Wrocław-Wojszyce         | Najświętszego Zbawiciela                              | 3400                    | 1991 r.                 | Zgromadzenie Najświętszych Serc Jezusa i Maryi oraz Wieczystej Adoracji Najświętszego Sakramentu Ołtarza | Ojców Sercanów |
| Dekanat Wrocław-Północ I                                             |                         |                              |                                                   |                                                       |                         |                         | | |
| Kościół św. Antoniego                                                |                         | parafialny                   | al. Jana Kasprowicza 26, Wrocław-Karłowice        | św. Antoniego                                         | 13 700                  | 1900–1901 r.            | Prowincja św. Jadwigi Zakonu Braci Mniejszych Siostry Franciszkanki Matki Bożej Nieustającej Pomocy Siostry Kapucynki Tercjarki od Świętej Rodziny (do 2023)                                                                      | pw. Chrystusa Króla pw. Podwyższenia Krzyża Świętego (Wojewódzki Szpital Specjalistyczny) pw. Najświętszego Serca Pana Jezusa pw. Miłosierdzia Bożego (Szpital Specjalistyczny im. Gromkowskiego) |
| Kościół św. Teresy od Dzieciątka Jezus                               |                         | parafialny                   | ul. Osobowicka 129, Wrocław-Osobowice             | św. Teresy od Dzieciątka Jezus                        | 2400                    | 1931 r.                 | – | pw. Nawiedzenia NMP na Świętym Wzgórzu pw. św. Józefa Robotnika |
| Kościół Odkupiciela Świata                                           |                         | parafialny                   | ul. Macedońska 2, Wrocław-Polanka                 | Odkupiciela Świata                                    | 8700                    | 1995 r.                 | – | – |
| Kościół Najświętszej Maryi Panny Matki Kościoła                      |                         | parafialny                   | ul. Kamieńskiego 230, Wrocław-Polanowice          | Najświętszej Maryi Panny Matki Kościoła               | 4500                    | 1987 r.                 | Ojcowie Bonifratrzy | pw. św. Rodziny |
| Kościół Najświętszej Maryi Panny Bolesnej                            |                         | parafialny                   | ul. Bałkańska 4, Wrocław-Różanka                  | Najświętszej Maryi Panny Bolesnej                     | 6400                    | 1993 r.                 | – | – |
| Kościół św. Alberta Wielkiego                                        |                         | parafialny                   | ul. Redycka 10/12, Wrocław-Sołtysowice            | św. Alberta Wielkiego                                 | 2400                    | 1990–1992 r.            | – | – |
| Kościół św. Jadwigi                                                  |                         | parafialny                   | ul. Pęgowska 10, Wrocław-Świniary                 | św. Jadwigi                                           | 1300                    |                         | – | pw. NMP Królowej Polski |
| Kościół św. Anny                                                     |                         | parafialny                   | ul. Zduńska 8, Wrocław-Widawa                     | św. Anny                                              | 2500                    | XIV w.                  | Siostry Karmelitanki Dzieciątka Jezus | – |
| Dekanat Wrocław-Północ II                                            |                         |                              |                                                   |                                                       |                         |                         | | |
| Kościół św. Faustyny                                                 |                         | parafialny                   | ul. Jackowskiego 40, Wrocław-Biskupin             | św. Faustyny                                          | 7500                    | 2003 r.                 | – | – |
| Kościół Najświętszej Maryi Panny Matki Pocieszenia                   |                         | parafialny                   | ul. Wittiga 10, Wrocław-Dąbie                     | Najświętszej Maryi Panny Matki Pocieszenia            | 4700                    |                         | Redemptoryści Siostry Służebniczki NMP | – |
| Kościół Świętej Rodziny                                              |                         | parafialny                   | ul. Monte Cassino 68, Wrocław-Sępolno             | Świętej Rodziny                                       | 11 500                  | 1929 r.                 | Siostry Służebniczki NMP | pw. Matki Bożej Niepokalanie Poczętej pw. św. Józefa (cmentarna) |
| Kościół Najświętszej Maryi Panny Bolesnej                            |                         | parafialny                   | ul. Tatarakowa 1, Wrocław-Strachocin              | Najświętszej Maryi Panny Bolesnej                     | 4300                    | 1998 r.                 | – | – |
| Dekanat Wrocław-Północ III                                           |                         |                              |                                                   |                                                       |                         |                         | | |
| Kościół Najświętszego Serca Pana Jezusa                              |                         | parafialny                   | ul. Starodębowa 30, Wrocław-Pawłowice             | Najświętszego Serca Pana Jezusa                       | 2000                    | 1920 r.                 | Siostry Benedyktynki od Nieustającej Adoracji Najświętszego Sakramentu | – |
| Kościół św. Jakuba i św. Krzysztofa                                  |                         | parafialny                   | ul. Bolesława Krzywoustego 296, Wrocław-Psie Pole | św. Jakuba i św. Krzysztofa                           | 4600                    | XIII w.                 | Siostry Maryi Niepokalanej | pw. św. Andrzeja Boboli |
| Kościół św. Jacka                                                    |                         | parafialny                   | ul. Miłoszycka 20a, Wrocław-Swojczyce             | św. Jacka                                             | 1300                    | 1537 r.                 | – | – |
| Kościół św. Jana Apostoła                                            |                         | parafialny                   | ul. Królewska 30, Wrocław-Zakrzów                 | św. Jana Apostoła                                     | 8270                    | 1987 r.                 | – | – |
| Kościół św. Kazimierza                                               |                         | parafialny                   | ul. Litewska 1, Wrocław-Zgorzelisko               | św. Kazimierza                                        | 11 000                  | 1997 r.                 | – | – |
| Dekanat Wrocław-Śródmieście                                          |                         |                              |                                                   |                                                       |                         |                         | | |
| Kościół Bożego Ciała                                                 |                         | parafialny                   | ul. Bożego Ciała 1, Wrocław                       | Bożego Ciała                                          | 7300                    | XIV w.                  | – | – |
| Kościół Chrystusa Króla                                              |                         | parafialny                   | ul. Młodych Techników 17, Wrocław                 | Chrystusa Króla                                       | 15 700                  |                         | Księża Salezjanie | – |
| Kościół św. Elżbiety                                                 |                         | parafialny                   | ul. Grabiszyńska 103, Wrocław                     | św. Elżbiety                                          | 18 900                  | 1893–1896 r.            | Siostry Felicjanki | w Szpitalu Chorób Płucnych |
| Kościół św. Ignacego Loyoli                                          |                         | parafialny                   | ul. W. Stysia 16, Wrocław                         | św. Ignacego Loyoli                                   | 8100                    | 1983–1987 r.            | Księża Jezuici | – |
| Kościół św. Karola Boromeusza                                        |                         | parafialny                   | ul. Krucza 58, Wrocław                            | św. Karola Boromeusza                                 | 21 600                  | 1912                    | Zakon Braci Mniejszych Konwentualnych | w Dolnośląskim Centrum Onkologii |
| Kościół św. Klemensa Dworzaka                                        |                         | parafialny                   | al. Pracy 26, Wrocław                             | św. Klemensa Dworzaka                                 | 12 800                  | 1927–1928 r.            | Księża Jezuici | – |
| Kościół św. Maurycego                                                |                         | parafialny                   | ul. Traugutta 34, Wrocław                         | św. Maurycego                                         | 18 400                  | XIII w.                 | Ojcowie Bonifratrzy Siostry Albertynki | pw. św. Brata Alberta |
| Kościół św. Antoniego z Padwy                                        |                         | parafialny                   | ul. św. Antoniego 30, Wrocław                     | św. Mikołaja                                          | 4 300                   | 1685–1692 r.            | Ojcowie Paulini | – |
| Kościół św. Rocha                                                    |                         | parafialny                   | ul. Bolesławiecka 15, Wrocław                     | św. Rocha                                             | 5000                    | 1933 r.                 | – | pw. św. Brata Alberta |
| Kościół św. Stanisława, św. Doroty i św. Wacława                     |                         | parafialny                   | pl. Wolności 3, Wrocław                           | św. Stanisława, św. Doroty i św. Wacława              | 5900                    | XIII w.                 | Siostry Salezjanki | – |
| Kościół św. Augustyna                                                |                         | parafialny                   | ul. Sudecka 90, Wrocław-Krzyki                    | św. Augustyna                                         | 17 600                  | 1906–1909 r.            | Ojcowie Kapucynki Siostry Elżbietanki Siostry Felicjanki | w Szpitalu Rejonowym pw. bł. Honorata Koźmińskiego pw. Wniebowstąpienia Pańskiego pw. bł. Angeli Truszkowskiej |
| Dekanat Wrocław-Wschód                                               |                         |                              |                                                   |                                                       |                         |                         | | |
| Kościół św. Józefa Rzemieślnika                                      |                         | parafialny                   | ul. Krakowska 44/46, Wrocław                      | św. Józefa Rzemieślnika                               | 5400                    | 1942 r.                 | Księża Misjonarze św. Ojca a Paulo | w Dolnośląskim Szpitalu Specjalistycznym |
| Kościół św. Jerzego Męczennika i Podwyższenia Krzyża Świętego        |                         | parafialny                   | ul. Biegła 3, Wrocław-Brochów                     | św. Jerzego Męczennika i Podwyższenia Krzyża Świętego | 5500                    | 1910–1911 r.            | – | – |
| Kościół Miłosierdzia Bożego                                          |                         | parafialny                   | ul. Jagodzińska 3/5, Wrocław-Jagodno              | Miłosierdzia Bożego                                   | 2700                    | 1996 r.                 | – | – |
| Kościół Najświętszej Maryi Panny Wspomożycielki Wiernych             |                         | parafialny                   | ul. Świątnicka 32, Wrocław-Książe Małe            | Najświętszej Maryi Panny Wspomożycielki Wiernych      | 5600                    | 1910 r.                 | Zgromadzenie Najświętszych Serc Jezusa i Maryi oraz Wieczystej Adoracji Najświętszego Sakramentu Ołtarza | – |
| Dekanat Wrocław – zachód (Leśnica)                                   |                         |                              |                                                   |                                                       |                         |                         | | |
| Kościół Najświętszej Maryi Panny Królowej Polski                     |                         | parafialny                   | ul. Jerzmanowska 96, Wrocław-Jerzmanowo           | Najświętszej Maryi Panny Królowej Polski              | 1500                    | 1972 r.                 | – | – |
| Kościół św. Jadwigi                                                  |                         | filialny                     | ul. Jerzmanowska 87, Wrocław-Jerzmanowo           | Najświętszej Maryi Panny Królowej Polski              | XIV w.                  |                         | – | – |
| Kościół św. Andrzeja Boboli                                          |                         | parafialny                   | ul. Koszalińska 15, Wrocław-Kuźniki               | św. Andrzeja Boboli                                   | 6300                    | 1992 r.                 | – | – |
| Kościół św. Jadwigi                                                  |                         | parafialny                   | ul. Wolska 6, Wrocław-Leśnica                     | św. Jadwigi                                           | 9100                    | XIII w.                 | Siostry Służebniczki NMP | – |
| Kościół Podwyższenia Krzyża Świętego                                 |                         | filialny                     | ul. Skoczylasa, Wrocław-Leśnica                   | św. Jadwigi                                           |                         |                         | – | – |
| Kościół Najświętszej Maryi Panny Pocieszenia                         |                         | filialny                     | ul. Krzelowska, Wrocław-Leśnica                   | św. Jadwigi                                           | –                       |                         | – | – |
| Kościół św. Anny                                                     |                         | parafialny                   | ul. Brodzka 163, Wrocław-Pracze Odrzańskie        | św. Anny                                              | 3800                    | 1648 r.                 | – | – |
| Kościół św. Andrzeja Apostoła                                        |                         | parafialny                   | ul. Boguszowska 84, Wrocław-Stabłowice            | św. Andrzeja Apostoła                                 | 6600                    | 1985 r.                 | – | – |
| Kościół Najświętszej Maryi Panny Różańcowej                          |                         | parafialny                   | ul. Wielkopolska 3-5, Wrocław-Złotniki            | Najświętszej Maryi Panny Różańcowej                   | 4600                    | 2003 r.                 | – | – |
| Kościół św. Wawrzyńca                                                |                         | parafialny                   | ul. Żernicka 29, Wrocław-Żerniki                  | św. Wawrzyńca                                         | 4000                    | 1400 r.                 | Siostry Maryi Niepokalanej | Sióstr Maryi Niepokalanej |
| Dekanat Wrocław – zachód I                                           |                         |                              |                                                   |                                                       |                         |                         | | |
| Kościół św. Maksymiliana Marii Kolbego                               |                         | parafialny                   | ul. Horbaczewskiego 20, Wrocław-Gądów             | św. Maksymiliana Marii Kolbego                        | 14 600                  | 1982 r.                 | – | pw. Matki Bożej Loretańskiej |
| Kościół Miłosierdzia Bożego                                          |                         | parafialny                   | ul. Bajana 47a, Wrocław-Gądów Wielki              | Miłosierdzia Bożego                                   | 7 700                   | 1993 r.                 | – | – |
| Kościół św. Jadwigi                                                  |                         | parafialny                   | ul. Pilczycka 25, Wrocław-Kozanów                 | św. Jadwigi                                           | 10 200                  | 1945 r.                 | – | – |
| Kościół św. Agnieszki                                                |                         | parafialny                   | ul. Śliwowa 3, Wrocław-Myślice                    | Św. Agnieszki                                         | 5200                    | 1965 r.                 | – | – |
| Kościół Najświętszej Maryi Panny Nieustającej Pomocy                 |                         | parafialny                   | ul. Szkocka 35, Wrocław-Muchobór Mały             | Najświętszej Maryi Panny Nieustającej Pomocy          | 9400                    | 1983 r.                 | – | – |
| Kościół św. Michała Archanioła                                       |                         | parafialny                   | ul. Stanisławowska 87, Wrocław-Muchobór Wielki    | św. Michała Archanioła                                | 5800                    | XIV w.                  | Siostry Służebniczki NMP Siostry Salezjanki | Sióstr Służebniczek NMP Sióstr Salezjanek |
| Kościół Opatrzności Bożej                                            |                         | parafialny                   | ul. Nowodworska 64, Wrocław-Nowy Dwór             | Opatrzności Bożej                                     | 18 100                  | budowa nieukończona     | – | – |
| Kościół Macierzyństwa Najświętszej Maryi Panny                       |                         | parafialny                   | ul. Pilczycka 139, Worclaw-Pilczyce               | Macierzyństwa Najświętszej Maryi Panny                | 13 700                  | 1945 r.                 | – | – |
| Kościół Najświętszej Maryi Panny Królowej Pokoju                     |                         | parafialny                   | ul. Ojców Oblatów 1, Wrocław-Popowice             | Najświętszej Maryi Panny Królowej Pokoju              | 14 100                  | 1994 r.                 | Misjonarze Oblaci Maryi Niepokalanej | pw. Bł. Ojca Józefa Cebuli |
| Kościół św. Jerzego                                                  |                         | filialny                     |                                                   | Najświętszej Maryi Panny Królowej Pokoju              | –                       | 1905 r.                 | – | – |

### Obrządek greckokatolicki
| Świątynia                                           | Zdjęcie | Adres                    | Parafia                      | Okres powstania |
| --------------------------------------------------- | ------- | ------------------------ | ---------------------------- | --------------- |
| Katedra greckokatolicka św. Wincentego i św. Jakuba |         | pl. Nankiera 15, Wrocław | Podwyższenia Krzyża Świętego | XIV w.          |

### Kościół Polskokatolicki[36]
| Świątynia                   | Zdjęcie | Adres                | Parafia             | Okres powstania |
| --------------------------- | ------- | -------------------- | ------------------- | --------------- |
| Katedra św. Marii Magdaleny |         | ul. Szewska, Wrocław | św. Marii Magdaleny | XIII r.         |

## Świątynie prawosławne[38]
| Świątynia                                     | Zdjęcie | Adres                        | Parafia                                                               | Okres powstania |
| --------------------------------------------- | ------- | ---------------------------- | --------------------------------------------------------------------- | --------------- |
| Sobór Narodzenia Przenajświętszej Bogurodzicy |         | ul. św. Mikołaja 40, Wrocław | Narodzenia Przenajświętszej Bogurodzicy, Podwyższenia Krzyża Świętego | 1263–1265 r.    |
| Cerkiew Świętych Cyryla i Metodego            |         | ul. św. Jadwigi 15, Wrocław  | Świętych Cyryla i Metodego, Świętego Piotra Mohyły                    | 1686–1690 r.    |

## Świątynie protestanckie
| Świątynia                                                                  | Wyznanie                                                   | Zdjęcie | Adres                                          | Parafia           | Okres powstania |
| -------------------------------------------------------------------------- | ---------------------------------------------------------- | ------- | ---------------------------------------------- | ----------------- | --------------- |
| Kościół Opatrzności Bożej                                                  | Kościół Ewangelicko-Augsburski                             |         | ul. Kazimierza Wielkiego 29, Wrocław           | Opatrzności Bożej | 1750 r.         |
| Kościół św. Krzysztofa                                                     | Kościół Ewangelicko-Augsburski                             |         | pl. św. Krzysztofa 1, Wrocław                  | św. Krzysztofa    | 1409 r.         |
| Kościół Gustawa Adolfa                                                     | Kościół Ewangelicko-Augsburski                             |         | ul. ks. Stanisława Brzóski, Wrocław            |                   | 1933 r.         |
| I Zbór Kościoła Chrześcijan Baptystów                                      | Kościół Chrześcijan Baptystów                              |         | ul. Kłodnicka 2, Wrocław                       |                   | 1990 r.         |
| II Zbór Kościoła Chrześcijan Baptystów                                     | Kościół Chrześcijan Baptystów                              |         | ul. Łukasińskiego 20, Wrocław                  |                   | 1946 r.         |
| III Zbór Kościoła Chrześcijan Baptystów, Zbór Kościoła Wolnych Chrześcijan | Kościół Chrześcijan Baptystów, Kościół Wolnych Chrześcijan |         | ul. Hubska 88, Wrocław                         |                   | 1996 r.         |
| Zbór Kościoła Zielonoświątkowego „Antiochia”                               | Kościół Zielonoświątkowy                                   |         | ul. Sępia 2-6, Wrocław                         |                   |                 |
| Kościół Zielonoświątkowy przy ul. Miłej                                    | Kościół Zielonoświątkowy                                   |         | ul. Miła 7/9, Wrocław                          |                   | XIX w.          |
| Kościół Chrześcijański „Słowo Życia”                                       | Kościół Boży w Chrystusie                                  |         | ul. Sołtysowicka 15c, Wrocław                  |                   | 2009 r.         |
| Chrześcijańska Wspólnota Wrocław dla Jezusa                                | Kościół lokalny                                            |         | ul. Szybowcowa 23, Wrocław                     |                   | 2000 r.         |
| Kaplica Ewangelicko-Metodystyczna                                          | Kościół Ewangelicko-Metodystyczny                          |         | ul. Stanisława Worcella 82a                    | Pokoju Bożego     | 1902 r.         |
| Zbór Kościoła Adwentystów Dnia Siódmego                                    | Kościół Adwentystów Dnia Siódmego                          |         | ul. gen. Jana Henryka Dąbrowskiego 14, Wrocław |                   | 1901 r.         |
| Ewangeliczny Kościół Reformowany                                           | Ewangeliczny Kościół Reformowany                           |         | ul. Gajowa 3/13, Wrocław                       |                   | 1995 r.         |

## Sale Królestwa Świadków Jehowy
| Obiekt                         | Zbory | Adres                      |
| ------------------------------ | --- | -------------------------- |
| Sala Królestwa Świadków Jehowy | Wrocław–Migowy, Wrocław–Angielski, Wrocław–Rosyjski-Wschód, Wrocław-Rosyjski-Północ, Wrocław-Rosyjski-Zachód, Wrocław–Ukraiński, Wrocław–Gajowice, Wrocław–Gądków, Wrocław–Huby, Wrocław–Karłowice, Wrocław–Legnicka, Wrocław–Leśnica, Wrocław–Milenijna, Wrocław–Nadodrze, Wrocław–Nowy Dwór, Wrocław–Plac Grunwaldzki, Wrocław–Ołbin, Wrocław–Osobowice, Wrocław–Rynek | ul. Reymonta 8B, Wrocław   |
| Sala Królestwa Świadków Jehowy | Wrocław–Brochów, Wrocław–Grabiszynek, Wrocław–Klecina, Wrocław–Krzyki, Wrocław-Rosyjski-Południe | ul. Ołtaszyńska 1, Wrocław |
| Sala Królestwa Świadków Jehowy | Wrocław–Psie Pole, Wrocław–Sępolno, Wrocław–Zakrzów | ul. Czernicka 7, Wrocław   |

## Świątynie judaistyczne
| Świątynia                    | Zdjęcie | Adres                            | Okres powstania |
| ---------------------------- | ------- | -------------------------------- | --------------- |
| Synagoga pod Białym Bocianem |         | ul. Pawła Włodkowica 5a, Wrocław | 1827–1829       |

## Buddyzm
| Świątynia                                                           | Adres                      |
| ------------------------------------------------------------------- | -------------------------- |
| Buddyjski Ośrodek Medytacyjny Diamentowej Drogi                     | ul. Ruska 47/48a, Wrocław  |
| Wrocławska Grupa Zen                                                | ul. Ołbińska, Wrocław      |
| Świątynia Buddyjska „Horakuji” – Misja Buddyjska „Trzy Schronienia” | ul. Polkowicka 9a, Wrocław |
| Ośrodek Zen                                                         | ul. Ruska 46b, Wrocław     |